# 쿨름 전투
쿨름 전투는 북부 보헤미아에 있는 프르제스타노프(Přestanov) 마을과 쿨름(Kulm, 흘루메츠(Chlumec)) 근교에서 벌어진 전투이다. 이 전투는 제6차 대프랑스 동맹의 전투 중 하나로 1813년 8월 29일부터 다음날 30일까지 벌어졌다. 도미니크 방담(Dominique Vandamme) 휘하의 프랑스 군 32,000명은 바클라이 드 톨리(Barclay de Tolly) 휘하의 오스트리아-러시아-프로이센 연합군 54,000명을 공격했으나 패배하고 양측 모두 상당한 피해를 입었다.

## 배경
드레스덴에서 프랑스군이 승리함에 따라 방담은 퇴각하는 연합군을 추격하였다. 프랑스의 나폴레옹 1세(Napoleon I of France)는 구비옹 생 시르(Gouvion Saint Cyr) 원수와 오귀스트 마르몽(Auguste Marmont)을 보내 방담을 지원하도록 했다. 방담이 앞서 나가는 동안 생 시르와 마르몽의 군단은 후방에서 지원하기로 하였다. 방담의 군단은 알렉산드르 이바노비치 오스테르만-톨스토이(Alexander Ivanovich Ostermann-Tolstoy) 휘하의 군단을 오우시츠(Aussig; 우스티 나드 라벰Ústí nad Labem 오늘날의 체코 공화국)에서 8km 떨어져 있는 쿨름 마을 근교에서 따라잡았다.

## 전투
8월 29일 방담 휘하의 군단(32,000-34,000명정도의 병력, 84문의 포)는 오스테르만-톨스토이 휘하의 러시아군 진형(13,000-14,000명)을 공격하였다. 당시 상황은 연합군에게 무척이나 불리했는데, 만약 방담이 승리한다면 프랑스군은 산에 있는 도로를 장악하여, 연합군의 퇴로가 나폴레옹에 의해 차단당하게 된다. 그러나 방담은 톨스토이에게 패했다. 그러나 8월 30일 상황이 급변했다. 프리드리히 폰 클라이스트(Friedrich von Kleist)가 지휘하는 프로이센 군단이 방담의 후방을 공격하였다. 클라이스트는 방담 부대를 앞에서 공격한 오스테르만 톨스토이 휘하의 러시아-오스트리아군의 지원을 받아 더 유리하게 작전을 진행할 수 있었다. 전방과 후방에서 동시에 공격해 오는 연합군을 격퇴하기 위해 방담은 휘하의 병력에 방어태세를 취할 것을 명했다. 그러나 경험 없는 신병들이 대부분이었던 프랑스군은 연합군의 공격을 막아낼 수 없었고, 얼마 안 있어 심각해 피해를 입고 퇴각해야만 했다.

## 사상자
프랑스군은 약 5,000명의 사상자를 기록하였다. 그리고 방담을 포함한 7,000~13,000명에 달하는 프랑스군이 연합군에게 포로로 잡혔고 80문의 포가 탈취되었다. 연합군은 대략 11,000명이 전사하거나 부상당했다.
방당의 군단에는 장 코르비노(Jean Corbineau) 장군이 지휘하는 기병사단의 일부로 2개의 폴란드 울란(Uhlans) 연대가 있었다. 방담은 이들에게 적 기병부대를 향하여 돌격할 것을 명하였다. 막시말리안 프레드로(Maximilian Fredro 극작가 알렉산드르 프레드로의 동생)이 지휘하는 한 연대는 일렬종대로 퇴각하는 와중에 적의 공격을 당했고, 결국 항복하고 말았다. 토마시 우비엔스키(Tomasz Łubieński, 일반적으로 영어명인 토마스 루비엔스키로 잘 알려져 있다.) 휘하의 또 다른 창기병 연대는 퇴각하는 데 성공하였다.

## 모욕
프랑스 측에 기록된 일화에 따르면 전투 후에 방담은 약탈자, 혹은 산적의 취급을 받으며 러시아의 차르 알렉산드르 1세(Tsar Alexander I of Russia)에게 끌려갔다고 한다. 방담은 "나는 산적도, 약탈자도 아니다. 어쨌든 간에 나의 동시대 사람들과 역사는 나를 아버지의 피를 손에 묻힌 사람으로 날 비난하지는 않을 테니까."라고 기록했다. 이는 알렉산드르 1세가 자신의 아버지이자 러시아의 차르였던 파벨 페트로비치(Pavel Petrovich)의 살해에 연루되어 있다는 것을 명백하게 암시하며 비꼬는 내용이다.

## 참조
- Jadwiga Nadzieja "Lipsk 1813" historical battles serie published in Warsaw by Bellona 1998 ISBN 83-11-08826-8 pages 57-59

1. ↑  Mémoires du général baron de Marbot. 1891."